# 八桥镇 (高邮市)
八桥镇是中华人民共和国江苏省扬州市高邮市一个已撤销的镇。2013年8月15日，江苏省人民政府批复同意撤销八桥镇，将其所辖行政区域划归卸甲镇。